# Huayna Potosí
A Huayna Potosí hegy Bolíviában, La Paztól 25 km-re északra. A jégborította csúcs az egyik legszebb és legismertebb hegy az országban.
Először a német Rudolf Dienst és Adolf Schulze mászta meg 1919-ben. Gyakran nevezik a legkönnyebben megmászható 6000-es csúcsnak a világon, de van két nehezen megmászható jég-átjárója.

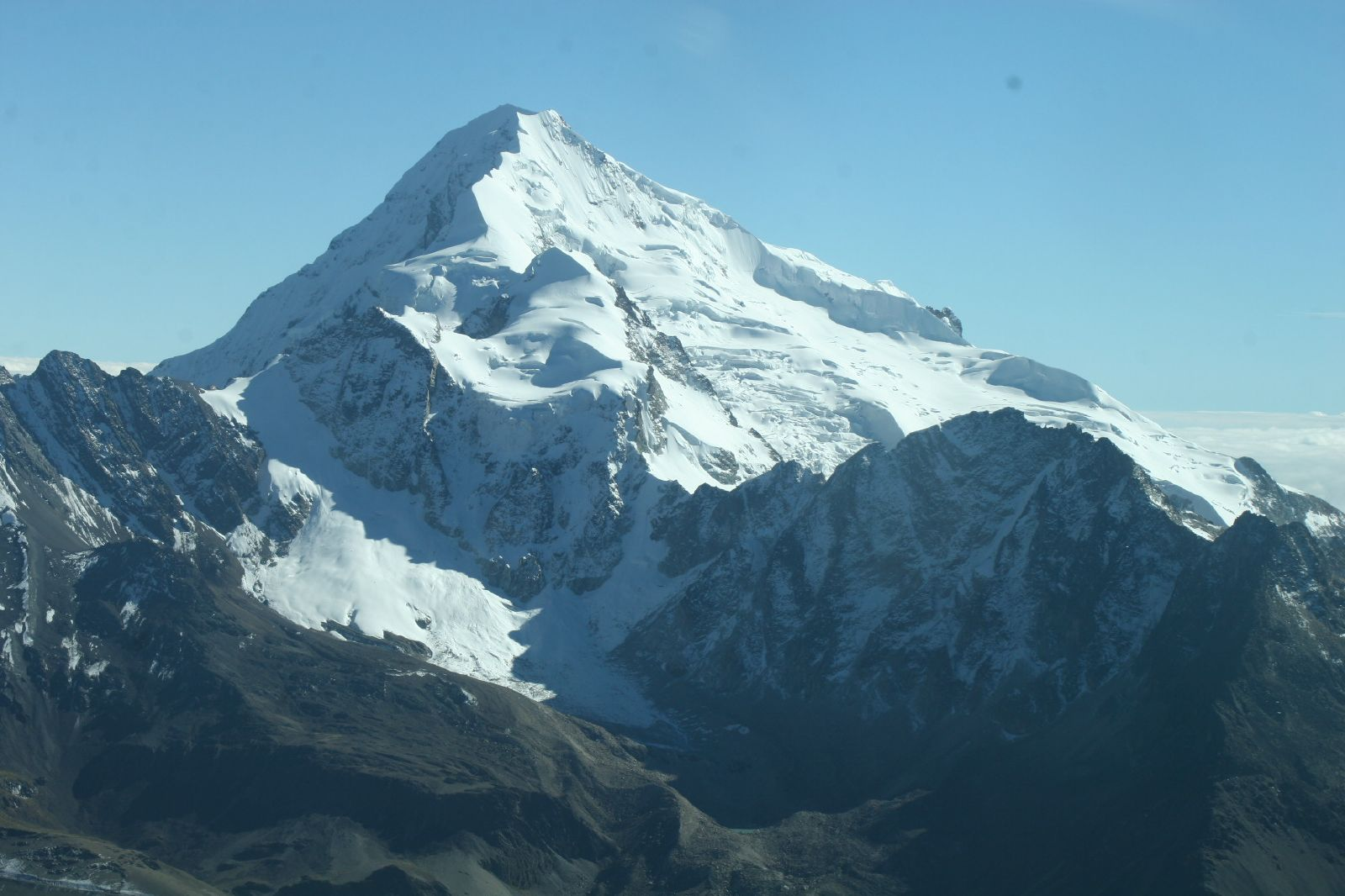
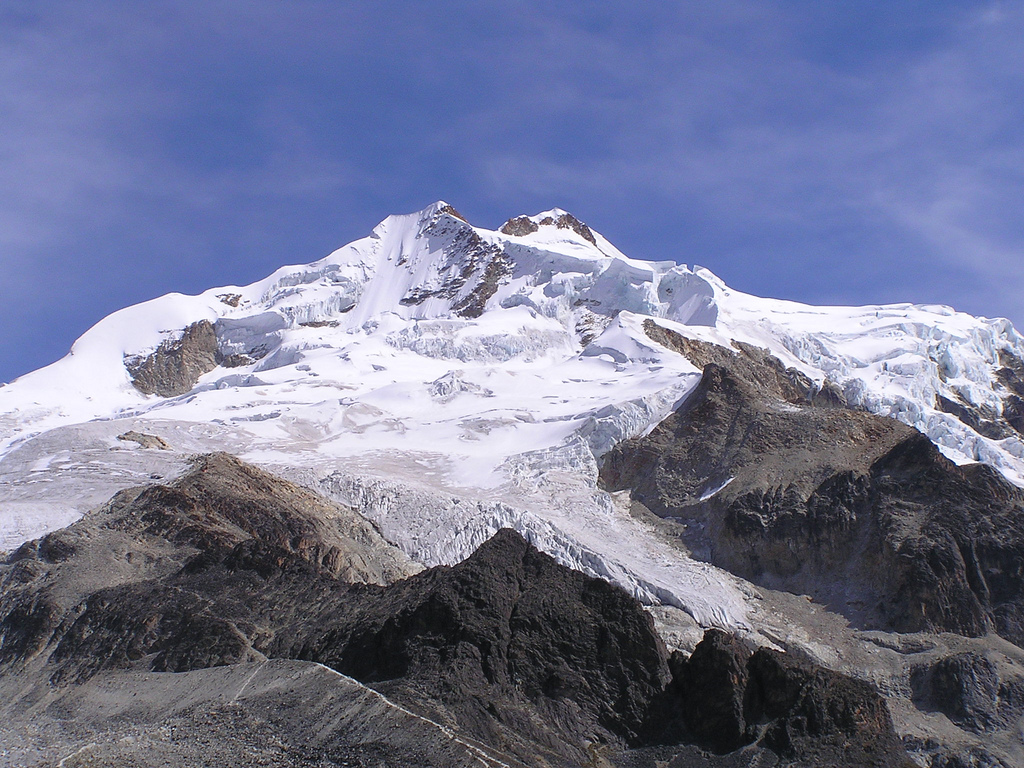
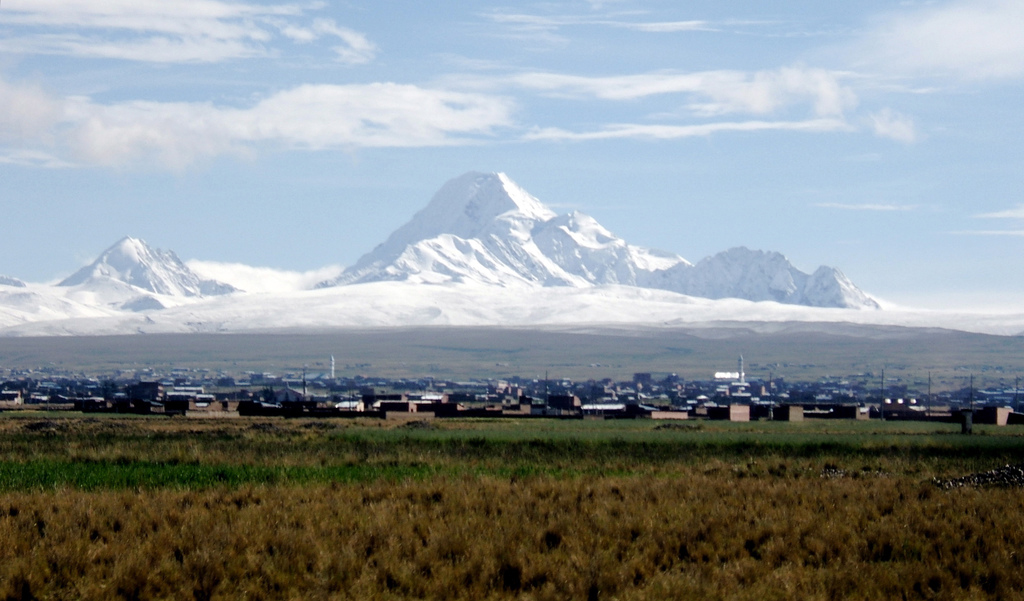
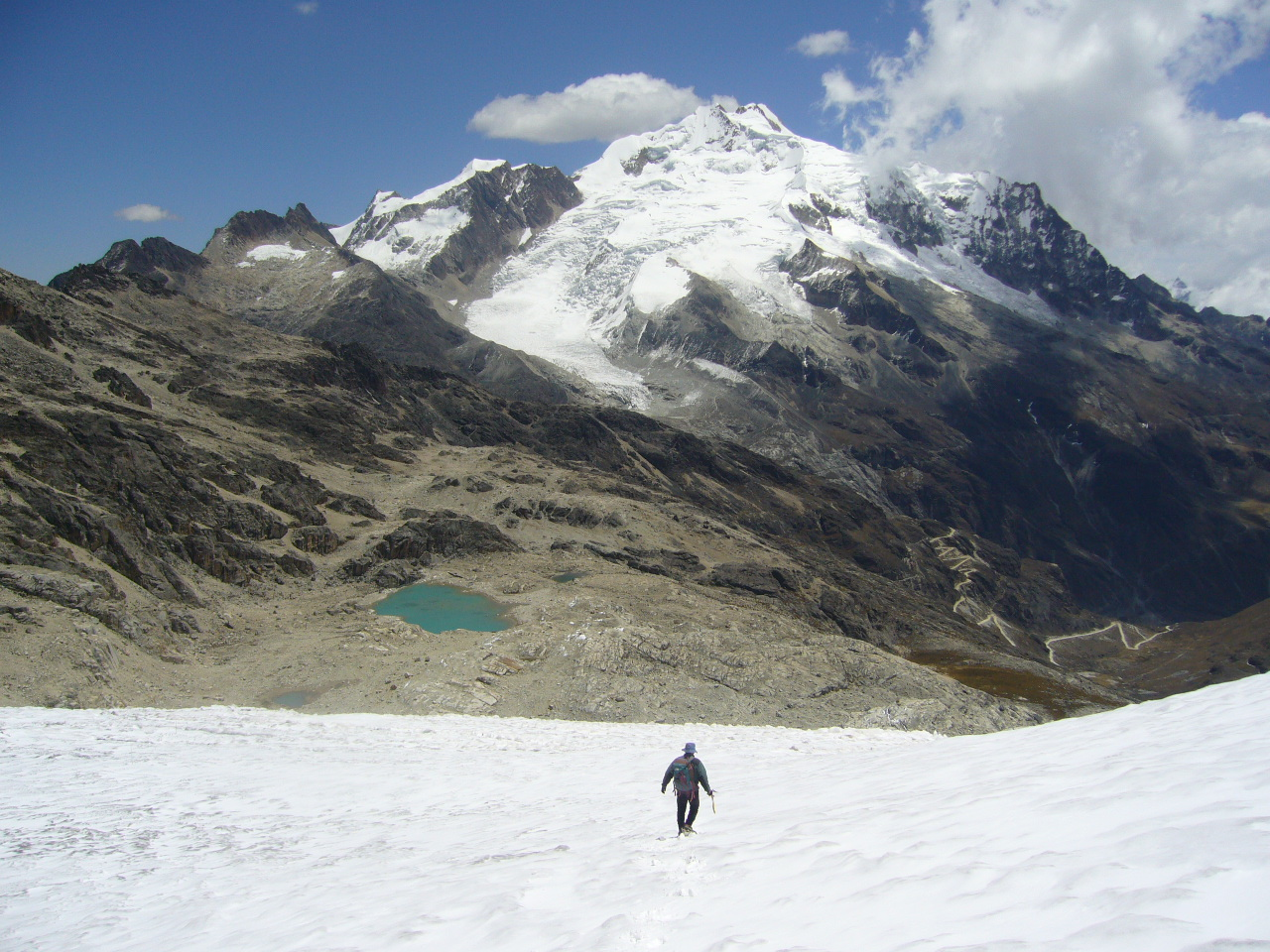
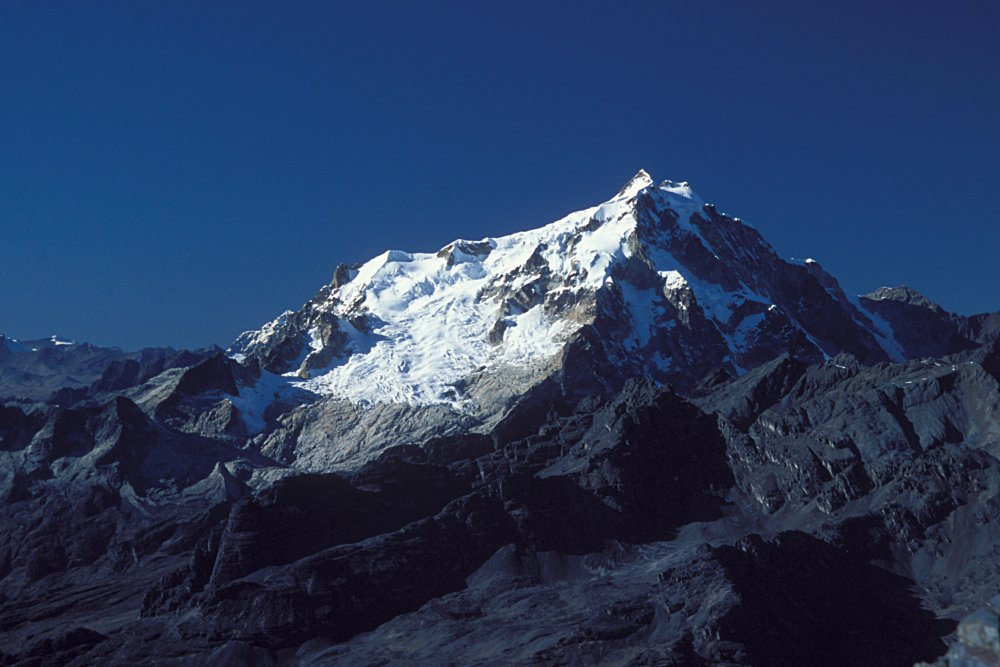